# Ramón Aguirre Suárez
Ramón Alberto Aguirre Suárez (Tucumán, 18 ottobre 1944 – La Plata, 29 maggio 2013) è stato un calciatore argentino, di ruolo difensore.

## Biografia
Ottenne i maggiori successi della sua carriera calcistica durante il periodo di militanza all'Estudiantes tra il 1966 e il 1971, conquistandosi al contempo la fama di giocatore rude e violento; con il club di La Plata vinse il Campeonato Metropolitano di Primera División del 1967, 3 Coppe Libertadores (dal 1968 al 1970), la Coppa Interamericana 1968 contro il Deportivo Toluca e la Coppa Intercontinentale 1968 contro il Manchester United.
In seguito l'Estudiantes perse, però, le successive edizioni del 1969 contro il Milan e del 1970 contro il Feyenoord, nonché la Coppa Libertadores 1971. In particolare Aguirre Suárez, nella gara di ritorno a Buenos Aires dell'Intercontinentale del 1969, oltre a segnare uno dei 2 gol dell'ininfluente vittoria per 2-1 della squadra argentina (avendo il Milan vinto per 3-0 la gara d'andata), si rese protagonista degli incidenti ai danni dei giocatori ospiti, in cui fu preso di mira soprattutto Nestor Combin, e per tale motivo venne incarcerato per un mese assieme ai compagni di squadra Alberto Poletti e Eduardo Luján Manera e duramente sanzionato.
Nella stagione 1971-1972 si trasferì in Spagna, accasandosi dapprima al Granada e successivamente al Salamanca nella stagione 1974-1975, al termine della quale optò per il ritiro agonistico (salvo poi interromperlo brevemente nel 1977 per disputare una manciata di partite con il Lanús).
Dopo essersi ritirato rimase comunque legato al calcio, allenando squadre minori della zona di Tucumán ed impartendo lezioni nelle scuole della provincia, oltre a ricoprire momentaneamente il ruolo di segretario tecnico nel Granada sul finire degli anni 1990.

## Palmarès

### Club

#### Competizioni nazionali
- Campionato argentino: 1

Estudiantes: Metropolitano 1967

#### Competizioni internazionali
- Coppa Libertadores: 3

Estudiantes: 1968, 1969, 1970
- Coppa Interamericana: 1

Estudiantes: 1968
- Coppa Intercontinentale: 1

Estudiantes: 1968